# ولاية إدو
ولاية إدو هي إحدى ولايات دولة نيجيريا وهي ولاية داخلية في وسط جنوب نيجيريا وعاصمتها مدينة بنين. ويحدها من الشمال والشرق ولاية كوجي، في الجنوب ولاية الدلتا وغرباً ولاية أوندو.

## التاريخ
تأسست ولاية إدو في 27 أغسطس عام 1991 عندما تم تقسيم ولاية بندل إلى ولاية إدو بالإضافى إلى ولايات دلتا الأخرى.

## المحافظين
وألغيت الانتخابات عام 1992 لمنصب الحاكم، وتحريض جون اوديجي أويجان (مرشح الحزب الديمقراطي الاجتماعي) ضد لاكي إجبينيديون (مرشح الحزب الوطني الجمهوري) في 4 فبراير من ذلك العام من قبل المحكمة الانتخابية. ومن بين المطالبات التي كان إجبينيديون أن أوبا بنين واحدا من كبار القادة، نوساكير ايسكور، بدعم أويجان بشكل غير عادل. وقد أيدت فوز أويجان في يوم 18 مارس، 1992.
في 20 مارس 2008، أعلنت هيئة الانتخابات ببطلان الانتخابات لأوسيرهيمن اسونبور حزب الشعب الديموقراطي، (PDP) وزعيم حزب العمال سابقاً الرفيق آدامز أوشيومهول من مؤتمر العمل هو الفائز. واستند القرار على عدة مخالفات في التصويت.
- إكوكو إدو
- ايجور
- ايسان الشمالية الشرقية
- ايسان الوسطى
- ايسان الجنوبية الشرقية
- ايسان الغربية
- إتساكو الوسطى
- إتساكو الشرقية
- إتساكو الغربية
- ايجيبان
- أيكبوبا أوكا
- اوريدو
- أورهيونموند
- أوفيا الشمالية الشرقية
- أوفيا الجنوبية الغربية
- أوان الشرقية
- أوان الغربية
- أوهونموند

## أعلام
- جونيور أوزاجي
- هالي
- كريستيان أوساغونا